# Соседно (Струго-Красненский район)
Соседно  — деревня в Струго-Красненском районе Псковской области России. Входит в состав сельского поселения «Новосельская волость».

## География
Находится на северо-востоке региона, в южной части района, в лесной местности, около оз. Соседно (оно же Соседненское — (Ефимов, Фёдоров, 2015)), около безымянной горы (179,3 м).
Уличная сеть представлена двумя улицами: ул. Боровая и ул. Приозерная.

## История
Первое упоминание — в 1585-87 гг. и в 1628 г. как пустошь Суседня Моложанской губы Заклинской засады.
В 1918-27 гг. — центр Соседненского с/с Соседненской волости Лужского уезда; в 1927-32 гг. — центр Соседненского с/с Новосельского района; в 1932-35 гг. — центр Соседненского с/с Струго-Красненского р-на; в 1935-54 гг. — центр Соседненского с/с Новосельского р-на.
11 октября 1943 г. деревня была сожжена фашистами.
Согласно Закону Псковской области от 28 февраля 2005 года деревня Соседно вошла в состав образованного муниципального образования Новосельская волость.

## Население
| 2001 | 2002 | 2010 | 2011 |
| ---- | ---- | ---- | ---- |
| 36   | ↘26  | ↘15  | ↗23  |

## Инфраструктура
В 1929-41 гг., 1944-50 гг. действовал колхоз «Путеводитель». В 1950-70 гг. — в деревне находился центр укрупнённого колхоза «Путеводитель», в 1970—1992 гг. — бригада Соседно совхоза «Красное».
Свиноферма колхоза «Путеводитель» (1959), ферма по выращиванию молодняка крупного рогатого скота колхоза «Путеводитель» (1966), молочнотоварная ферма Соседно колхоза «Путеводитель» (1959, 1966); МТФ Соседно совхоза «Красное» (1973, 1979, 1982, 1987), затем в АОЗТ «Колос» (1993, закрыта в 1997) (Ефимов, Фёдоров, 2015).
Почтовое отделение, обслуживающее д. Соседно, — 181150; расположено в волостном центре д. Новоселье.
На южной окраине деревни — братская могила.

## Транспорт
Дорога местного значения.